# Pterodroma pycrofti
El petrel de Pycroft (Pterodroma pycrofti) es una especie de ave procelariforme de la familia Procellariidae que vive en el océano Pacífico.

## Distribución
Cría solo en Nueva Zelanda, anidando únicamente en las islas Stephenson, Poor Knights, Hen and Chickens y Mercury. Fuera de la época de cría se extiende por el Pacífico occidental y nororiental.